# Carlo Ronza
Carlo Ronza (Alessandria, 1º luglio 1902 – Torino, 20 maggio 1986) è stato un politico italiano.

## Biografia
Ha partecipato alla prima guerra mondiale e si è laureato a 22 anni presso l'Università Bocconi. Esercita la professione di commercialista. Richiamato come sottufficiale di Marina, partecipa alla seconda guerra mondiale e all'8 settembre è nominato dal C.L.N. Alta Italia, e in particolare da Ferruccio Parri, commissario politico di Giustizia e Libertà, conosciuto anche come "Pilade" od "Oreste". Dopo la Liberazione è a lungo vicesindaco di Alessandria per il Partito Socialista Italiano, e quindi deputato nella II e senatore nella III legislatura. Ha esercitato la libera professione a Torino sino al 1980.